# Dingie
Dingie is een Vlaams productiehuis, opgericht in 2018 door Anthony Van Biervliet en Ruben Vandenborre. In 2020 nam distributeur Dutch FilmWorks, onderdeel van StudioCanal, een aandeel in het productiehuis. Ze produceren films en tv-series voor de Benelux. Hun eerste langspeelfilm is De familie Claus en kwam in 2020 uit op Netflix. De film won de Ensor voor beste jeugdfilm. In 2022 won hun serie Hacked de prijs voor beste short form serie op het Canneseries filmfestival.

## Film en tv-series
- 2024: Knokke off seizoen 2, serie voor Netflix en VRT
- 2023: Neem me mee, film in een regie van Will Koopman
- 2023: Knokke off, serie voor Netflix en VRT
- 2023: Hacked seizoen 2, serie voor Streamz en SBS
- 2022: De Familie Claus 3
- 2022: Hacked, serie voor Streamz en SBS
- 2021: De Familie Claus 2
- 2020: De Familie Claus

## Prijzen en nominaties

### Films
| Jaar | Film               | Prijs     | Categorie         | Resultaat   |
| ---- | ------------------ | --------- | ----------------- | ----------- |
| 2021 | De Familie Claus   | De Ensors | Beste jeugdfilm   | Gewonnen    |
| 2022 | De Familie Claus 2 | De Ensors | Beste jeugdfilm   | Genomineerd |
| 2023 | De Familie Claus 3 | De Ensors | Beste jeugdfictie | Genomineerd |

### Series
| Jaar | Serie      | Prijs           | Categorie               | Resultaat   |
| ---- | ---------- | --------------- | ----------------------- | ----------- |
| 2023 | Knokke Off | Humo's Pop Poll | Beste serie (nationaal) | Gewonnen    |
| 2023 | Knokke Off | De Kastaars!    | Beste fictiereeks       | Gewonnen    |
| 2023 | Knokke Off | De Ensors       | Beste fictie-serie      | Genomineerd |
| 2021 | Hacked     | Canneseries     | Best Short Form Series  | Gewonnen    |